# Werner Schlegel (Ingenieur)
Julius Friedrich Werner Schlegel (* 20. Oktober 1900 in Dresden; † nicht ermittelt) war ein deutscher Maschinenbauingenieur, Autor und außenpolitischer Referent der Reichsschrifttumskammer.

## Leben und Wirken
Er war der Sohn des Dresdner Kaufmanns Julius Curt Schlegel. Nach der Schulzeit studierte er und schloss das Studium als Diplom-Ingenieur ab. Danach wurde er Betriebsleiter in Pegau. 1934 wurde er außenpolitischer Referent der Reichsschrifttumskammer. 1935 wurde ihm die Prokura der Firma Sächsische Schloßfabrik Schlegel & Lichtenberger in Pegau erteilt. 1940 trat er dann als vollständig haftender Gesellschafter in diese Firma ein.
Nach dem Zweiten Weltkrieg erfolgte bis 1947 seine Inhaftierung im Speziallager Nr. 1 Mühlberg. Von 1949 bis 1956 war er Chefingenieur bei BKS in Velbert. In dieser Zeit promovierte er am 13. Januar 1953 an der Technischen Hochschule Aachen. Das Thema seiner Dissertation lautete Die plastische Warmverformung der Gußeisenlegierungen in geschlossenen Gesenken.
Bekannt wurde Schlegel in der Zeit des Nationalsozialismus als Verfasser staats-, kultur- u. wirtschaftspolitischer Schriften. In seinem 1934 erschienenen Buch Dichter auf dem Scheiterhaufen bewertete er beispielsweise die Bücherverbrennungen „als ein Symbol für die Wiedergeburt Deutschlands“.

## Werke (Auswahl)
- Die deutsche Währung im Possedismus. Vorschläge zur Beseitigung der Goldwährung. 1931.
- Possedismus und Kapitalismus. 1933.
- Possedismus und Marxismus. 1933.
- Sinn und Gestalt der großen deutschen Revolution. Heringsche Verlagsanstalt, Leipzig 1933; 2. Aufl. 1934,
- Dichter auf dem Scheiterhaufen. 1934.
- Gold wohin? Die künftige Gestaltung des Welthandel., 1934.
- Nationalsozialismus, Marxismus, Bolschewismus. Eine dialektische Auseinandersetzung. 1934.
- Wir Sachsen! Runge, Berlin 1935.
- Verleugnung und Wiedergeburt des Schicksals. Der Weg deutscher Gläubigkeit. 1936.
- August der Starke, Kurfürst von Sachsen, König von Polen. 1938.